# Нехворощ (Житомирская область)
Не́хворощ (укр. Нехворощ) — село на Украине, основано в 1590 году, находится в Андрушёвском районе Житомирской области.
Код КОАТУУ — 1820387401. Население по переписи 2023 года составляет 1046 человек. Почтовый индекс — 13433. Телефонный код — 4136. Занимает площадь 43,848 км².
В селе родился Герой Советского Союза Иосиф Козлов.

## Адрес местного совета
13433, с. Нехворощ, ул. Центральная (бывш. Ленина), 26а